# Pieni Ruissaari (ö, lat 62,21, long 28,35)
Pieni Ruissaari är en ö i Finland. Den ligger i sjön Haukivesi och i kommunen Rantasalmi i den ekonomiska regionen  Nyslotts ekonomiska region  och landskapet Södra Savolax, i den sydöstra delen av landet, 290 km nordost om huvudstaden Helsingfors. Öns area är 6,4 hektar och dess största längd är 0,5 kilometer i öst-västlig riktning.